# The Immortal World Tour
Michael Jackson: The Immortal World Tour  foi uma turnê de shows do Cirque Du Soleil, baseado nos shows e na obra do Rei do Pop Michael Jackson. O espetáculo foi uma parceria entre o Espólio de Michael Jackson com a produtora que cuida da companhia circense.
A "Immortal World Tour" começou em 2011 no Canadá e, depois, seguiu para os Estados Unidos. A última apresentação aconteceu em Guadalajara, México em 31 de agosto de 2014. O projeto teve o apoio da família de Michael.

## Anúncio
A trupe acrobática do Cirque du Soleil e os herdeiros do  Michael Jackson começaram a turnê no dia 3 de novembro de 2010, a data de estreia do espetáculo intinerante com canções do Rei do Pop. The Immortal World Tour estreiou no dia 3 de outubro de 2011 em Montreal, no Canadá, e fez escalas em Nova York, Miami, Filadélfia, Los Angeles e Las Vegas, entre outras cidades.

## O Espetáculo
Foram realizados 426 espetáculos que passaram por 141 cidades, 27 países e foram assistidos por 3.5 Milhões de pessoas. A última apresentação aconteceu em Guadalajara, México em 31 de agosto de 2014.

## Produção
Escrito e dirigido por Jamie King, o mais importante diretor de concertos no mundo atual da música pop. Esta produção rara e eletrizante combinou a música e coreografia de Michael Jackson com a criatividade do Cirque du Soleil para dar aos fãs do mundo inteiro uma visão exclusiva do espírito, paixão e coração do gênio artístico que transformou para sempre a
cultura pop mundial.
Para o fundador do circo, Guy Laliberté, o projeto foi um desafio "máximo" que levou a companhia a realizar um espetáculo que não pode ser comparado a qualquer outro feito antes.
O coreógrafo Jamie King, que serviu como diretor de criação de Madonna nos últimos 12 anos King dirigiu em 2008 a "Sticky & Sweet Tour" de Madonna e outras turnês de cantoras como Rihanna, Celine Dion, Britney Spears, Avril Lavigne e as Spice Girls.
Recentemente Jamie King afirmou que preparou um show totalmente novo e diferente para Michael Jackson em 2013.

## Equipe
Os representantes do Cirque du Soleil e do espólio de Michael Jackson são donos, cada um, de 50% do projeto, e dividiram por igual os custos de produção — os herdeiros do cantor também  receberam royalties pelo uso das músicas de Jackson no show.
A produção, aprovada pelos advogados de Jackson, contarou com 60 artistas internacionais e, de acordo com o site da Hollywood Reporter, teve como fonte de criatividade o cantor, que morreu em 2009, aos 50 anos.

## Datas da Turnê
Foram programadas apresentações em 30 cidades nos EUA e Canadá. O início foi no dia 3 de outubro de 2011 no Bell Centre, sede do Cirque em Montreal. Depois, passou por Nova York, Miami, Filadélfia, Los Angeles e Las Vegas, entre outras cidades. Veja todo o percurso da turnê de Michael Jackson:
| Data                                               | Cidade           | País             | Local                                |
| -------------------------------------------------- | ---------------- | ---------------- | ------------------------------------ |
| América do Norte                                   |                  |                  |                                      |
| 2 & 3 de outubro de 2011                           | Montreal         | Canadá           | Bell Centre                          |
| 7 & 8 de outubro de 2011                           | Ottawa           | Canadá           | Scotiabank Place                     |
| 12 & 13 de outubro de 2011                         | Hamilton         | Canadá           | Copps Coliseum                       |
| 15 & 16 de outubro de 2011                         | Detroit          | Estados Unidos   | Joe Louis Arena                      |
| 18 & 19 de outubro de 2011                         | London           | Canadá           | John Labatt Centre                   |
| 21, 22 & 23 de outubro de 2011                     | Toronto          | Canadá           | Air Canada Centre                    |
| 26 & 27 de outubro de 2011                         | Winnipeg         | Canadá           | MTS Centre                           |
| 29 & 30 de outubro de 2011                         | Saskatoon        | Canadá           | Credit Union Centre                  |
| 1 & 2 de novembro de 2011                          | Edmonton         | Canadá           | Rexall Place                         |
| 4, 5 & 6 de novembro de 2011                       | Vancouver        | Canadá           | Rogers Arena                         |
| 9 & 10 de novembro de 2011                         | Seattle          | Estados Unidos   | KeyArena                             |
| 12 & 13 de novembro de 2011                        | Spokane          | Estados Unidos   | Spokane Veterans Memorial Arena      |
| 15 de novembro de 2011                             | Eugene           | Estados Unidos   | Matthew Knight Arena                 |
| 18, 19 e 20 de novembro de 2011                    | Portland         | Estados Unidos   | Rose Garden Arena                    |
| 28 & 29 de novembro de 2011                        | Salt Lake City   | Estados Unidos   | EnergySolutions Arena                |
| 3, 4, 10, 11, 17, 18, 24, & 27 de novembro de 2011 | Las Vegas        | Estados Unidos   | Mandalay Bay Events Center           |
| 30 & 31 de novembro de 2011                        | Phoenix          | Estados Unidos   | US Airways Center                    |
| 3 & 4 de janeiro de 2012                           | Boise            | Estados Unidos   | Taco Bell Arena                      |
| 6, 7 e 8 de janeiro de 2012                        | Denver           | Estados Unidos   | Pepsi Center                         |
| 10 & 11 de janeiro de 2012                         | Sacramento       | Estados Unidos   | Power Balance Pavilion               |
| 13, 14, & 15 de janeiro de 2012                    | San Jose         | Estados Unidos   | HP Pavilion at San Jose              |
| 17, 18, & 19 de janeiro de 2012                    | Oakland          | Estados Unidos   | Oracle Arena                         |
| 21 & 22 de janeiro de 2012                         | San Diego        | Estados Unidos   | Valley View Casino Center            |
| 24 & 25 de janeiro de 2012                         | Anaheim          | Estados Unidos   | Honda Center                         |
| 27, 28, & 29 de de janeiro de 2012                 | Los Angeles      | Estados Unidos   | Staples Center                       |
| 7 & 8 de fevereiro de 2012                         | St. Louis        | Estados Unidos   | Scottrade Center                     |
| 10, 11, & 12 de fevereiro de 2012                  | Houston          | Estados Unidos   | Toyota Center                        |
| 15 & 16 de fevereiro de 2012                       | New Orleans      | Estados Unidos   | New Orleans Arena                    |
| 18 & 19 de fevereiro de 2012                       | Tulsa            | Estados Unidos   | BOK Center                           |
| 21 & 22 de fevereiro de 2012                       | Kansas City      | Estados Unidos   | Sprint Center                        |
| 24 & 25 de fevereiro de 2012                       | Indianapolis     | Estados Unidos   | Bankers Life Fieldhouse              |
| 28 & 29 de fevereiro de 2012                       | Orlando          | Estados Unidos   | Amway Center                         |
| 2, 3, & 4 de março de 2012                         | Miami            | Estados Unidos   | American Airlines Arena              |
| 7 & 8 de março de 2012                             | Jacksonville     | Estados Unidos   | Jacksonville Veterans Memorial Arena |
| 10 & 11 de março de 2012                           | Raleigh          | Estados Unidos   | RBC Center                           |
| 13 & 14 de março de 2012                           | Charlotte        | Estados Unidos   | Time Warner Cable Arena              |
| 16 & 17 de março de 2012                           | Milwaukee        | Estados Unidos   | Bradley Center                       |
| 0, 21, & 22 de março de 2012                       | Montreal         | Canadá           | Bell Centre                          |
| 24 & 25 de março de 2012                           | Quebéc           | Canadá           | Colisée Pepsi                        |
| 27 & 28 de março de 2012                           | Minneapolis      | Estados Unidos   | Target Center                        |
| 30 & 31 de março de 2012                           | Newark           | Estados Unidos   | Prudential Center                    |
| April 3, 4, & 5, 2012                              | New York City    | Estados Unidos   | Madison Square Garden                |
| 7 & 8 de abril de 2012                             | Long Island      | Estados Unidos   | Nassau Veterans Memorial Coliseum    |
| 10 & 11 de abril de 2012                           | Philadelphia     | Estados Unidos   | Wells Fargo Center                   |
| 13, 14, & 15 de abril de 2012                      | Pittsburgh       | Estados Unidos   | Petersen Events Center               |
| 24 de abril de 2012                                | University Park  | Estados Unidos   | Bryce Jordan Center                  |
| 27 & 28 de abril de 2012                           | Columbia         | Estados Unidos   | Colonial Life Arena                  |
| 2 & 3 de maio de 2012                              | Hartford         | Estados Unidos   | XL Center                            |
| 5 & 6 de maio de 2012                              | Baltimore        | Estados Unidos   | 1st Mariner Arena                    |
| 8 & 9 de maio de 2012                              | Hampton          | Estados Unidos   | Hampton Coliseum                     |
| 11 de maio de 2012                                 | Greenville       | Estados Unidos   | BI-LO Center                         |
| 16 & 17 de maio de 2012                            | Worcester        | Estados Unidos   | DCU Center                           |
| 19 & 20 de maio de 2012                            | Quebéc           | Canada           | Colisée Pepsi                        |
| 22 de maio de 2012                                 | Albany           | Estados Unidos   | Times Union Center                   |
| 25 de maio de 2012                                 | Cincinnati       | Estados Unidos   | U.S. Bank Arena                      |
| 6 & 7 de junho de 2012                             | Dayton           | Estados Unidos   | Nutter Center                        |
| 9 & 10 de junho de 2012                            | Columbus         | Estados Unidos   | Value City Arena                     |
| 12 & 13 de junho de 2012                           | Nashville        | Estados Unidos   | Bridgestone Arena                    |
| 15 de junho de 2012                                | Austin           | Estados Unidos   | Frank Erwin Center                   |
| 20 de junho de 2012                                | Memphis          | Estados Unidos   | FedExForum                           |
| 23 de junho de 2012                                | San Antonio      | Estados Unidos   | AT&T Center                          |
| 26 & 27 de junho de 2012                           | Dallas           | Estados Unidos   | American Airlines Center             |
| 29 & 30 de junho de 2012                           | Atlanta          | Estados Unidos   | Philips Arena                        |
| 6 & 7 de julho de 2012                             | Montreal         | Canadá           | Bell Centre                          |
| 11 de julho de 2012                                | Hershey          | Estados Unidos   | Giant Center                         |
| 13, 14, & 15 de julho de 2012                      | Washington, D.C. | Estados Unidos   | Verizon Center                       |
| 17 & 18 de julho de 2012                           | Cleveland        | Estados Unidos   | Quicken Loans Arena                  |
| 20 & 21 de julho de 2012                           | Chicago          | Estados Unidos   | United Center                        |
| 24 & 25 de julho de 2012                           | Ottawa           | Canadá           | Scotiabank Place                     |
| 27 & 28 de julho de 2012                           | Toronto          | Canadá           | Air Canada Centre                    |
| 3 & 4 de agosto de 2012                            | Boston           | Estados Unidos   | TD Garden                            |
| 10 & 11 de agosto de 2012                          | Vancouver        | Canadá           | Rogers Arena                         |
| 14 & 15 de agosto de 2012                          | Los Angeles      | Estados Unidos   | Staples Center                       |
| 24 a 31 de agosto de 2012                          | Cidade do México | México           | Palacio de los Deportes              |
| Europa                                             |                  |                  |                                      |
| 12 a 19 de outubro de 2012                         | Londres          | Inglaterra       | The O2 Arena                         |
| 24 & 25 de outubro de 2012                         | Herning          | Dinamarca        | Jyske Bank Boxen                     |
| 27 & 28 de outubro de 2012                         | Copenhagen       | Dinamarca        | Parken Stadium                       |
| 2 & 3 de novembro de 2012                          | Estocolmo        | Suécia           | Ericsson Globe                       |
| 5 & 6 de novembro de 2012                          | Helsinki         | Finlândia        | Hartwall Areena                      |
| 9 a 11 de novembro de 2012                         | Saint Petersburg | Rússia           | Ice Palace                           |
| 16 & 17 de novembro de 2012                        | Frankfurt        | Alemanha         | Festhalle Frankfurt                  |
| 20 & 21 de novembro de 2012                        | Oberhausen       | Alemanha         | König Pilsener Arena                 |
| 24 & 25 de novembro de 2012                        | Munique          | Alemanha         | Olympiahalle                         |
| 28 de novembro de 2012                             | Hanover          | Alemanha         | TUI Arena                            |
| 1 & 2 de dezembro de 2012                          | Viena            | Áustria          | Wiener Stadthalle                    |
| 5 & 6 de dezembro de 2012                          | Mannheim         | Alemanha         | SAP Arena                            |
| 8 & 9 de dezembro de 2012                          | Leipzig          | Alemanha         | Leipzig Arena                        |
| 11 & 12 de dezembro de 2012                        | Hamburg          | Alemanha         | O2 World (Hamburg)                   |
| 15 & 16 de dezembro de 2012                        | Cologne          | Alemanha         | Lanxess Arena                        |
| 19 & 20 de dezembro de 2012                        | Berlin           | Alemanha         | O2 World (Berlin)                    |
| 26 a 29 de dezembro de 2012                        | Madrid           | Espanha          | Palacio de Deportes de La Comunidad  |
| 08 & 09 de fevereiro de 2013                       | Praga            | República Tcheca | O2 Arena (Prague                     |
| 17 a 20 de abril de 2013                           | Barcelona        | Espanha          | Palau Sant Jordi                     |

## Ingressos
Um número limitado de ingressos foi vendido com exclusividade para fã-clubes de Jackson e do Cirque Du Soleil. A venda para o público em geral começou dia 6 de novembro de 2010.

## Outros espetáculos
O Cirque du Soleil, que tem sua sede em Montreal, apresenta em Las Vegas um show inspirado no cantor Elvis Presley, chamado "Viva Elvis" - Que teve a sua última apresentação no dia 31 de Agosto de 2012. Há ainda o espetáculo Michael Jackson ONE localizado no Mandalay Bay Resort & Cassino, Las Vegas.